# Jack Robinson (voetballer)
Jack Robinson (Warrington, 1 september 1993) is een Engels voetballer die bij voorkeur als verdediger speelt. Hij tekende in januari 2020 een contract bij Sheffield United, dat hem overnam van Nottingham Forest.

## Carrière
Robinson maakte zijn debuut in het betaald voetbal in 2010 in het eerste van Liverpool, tegen Hull City. Hij kwam in de 87e minuut in het veld voor Ryan Babel. Robinson debuteerde op een leeftijd van 16 jaar en 250 dagen oud. Daarmee was hij de jongste debutant ooit voor Liverpool. Toen Robinson zijn debuut in het eerste maakte, zat hij nog in de selectie van Liverpool O18. Hij had al eerder mee getraind met het eerste, namelijk voor een wedstrijd in de UEFA Europa League tegen Benfica.
1 Davies ·
2 Baldock ·
3 Lowe ·
4 Fleck ·
5 Trusty ·
6 Basham ·
7 Brewster ·
8 Hamer ·
9 McBurnie ·
10 Archer ·
11 Traoré ·
12 Egan  ·
14 Thomas ·
15 Ahmedhodžić ·
16 Norwood ·
17 Coulibaly ·
18 Foderingham ·
19 Robinson ·
20 Bogle ·
21 Souza ·
22 Davies ·
23 Osborn ·
25 Ben Slimane ·
27 Larouci ·
28 McAtee ·
31 Dewhurst ·
32 Osula ·
33 Norrington-Davies ·
35 Brooks ·
36 Jebbison ·
37 Amissah ·
38 Seriki ·
39 Sachdev ·
40 Buyabu ·
Coach: Heckingbottom